# Fredericia HK
Fredericia HK är en dansk handbollsklubb från Fredericia, Region Syddanmark, bildad 1990. Klubben tog då över licensen från Fredericia KFUM (femfaldig dansk mästare; 1975, 1976, 1977, 1978 och 1979).

## Spelartrupp
| Nr | Land    | Pos | Namn                        |
| -- | ------- | --- | --------------------------- |
| 1  | Danmark | MV  | Sebastian Frandsen          |
| 12 | Danmark | MV  | Rasmus Storm Jensen         |
| 16 | Danmark | MV  | Thorsten Fries              |
| 2  | Danmark | V9  | Rasmus Peluffo Johansen     |
| 3  | Danmark | M9  | Jonas Kruse Kristensen      |
| 4  | Danmark | M6  | Nikolaj A. Nielsen          |
| 5  | Danmark | V6  | Anton Filtenborg            |
| 7  | Danmark | H6  | Kasper Young Andersen       |
| 8  | Danmark | M6  | Mads Emil Winterskov Møller |
| 9  | Danmark | V6  | Martin Bisgaard             |
| 13 | Norge   | V9  | Lasse Balstad               |
| 14 | Danmark | V6  | Frederik Jægerum            |

| Nr | Land          | Pos | Namn                     |
| -- | ------------- | --- | ------------------------ |
| 15 | Danmark       | V9  | Mads Kjeldgaard Andersen |
| 17 | Island        | V9  | Arnór Viðarsson          |
| 18 | Danmark       | M9  | Malthe Hejsel            |
| 20 | Norge         | H6  | Fredrik Mossestad        |
| 23 | Island        | V9  | Einar Ólafsson           |
| 31 | Sverige       | M9  | William Andersson Moberg |
| 41 | Tyskland      | M6  | Evgeni Pevnov            |
| 77 | Danmark       | M9  | Sebastian Henneberg      |
| 91 | Sverige       | H9  | Kasper Palmar            |
| 93 | Danmark       | H9  | Anders Kragh Martinusen  |
| 97 | Nederländerna | V9  | Reinier Taboada          |